# Rhynchonereella capitata
Rhynchonereella capitata är en ringmaskart som först beskrevs av Richard Greeff 1876.  Rhynchonereella capitata ingår i släktet Rhynchonereella och familjen Alciopidae. Inga underarter finns listade i Catalogue of Life.